# 유엔 에이즈 합동 계획

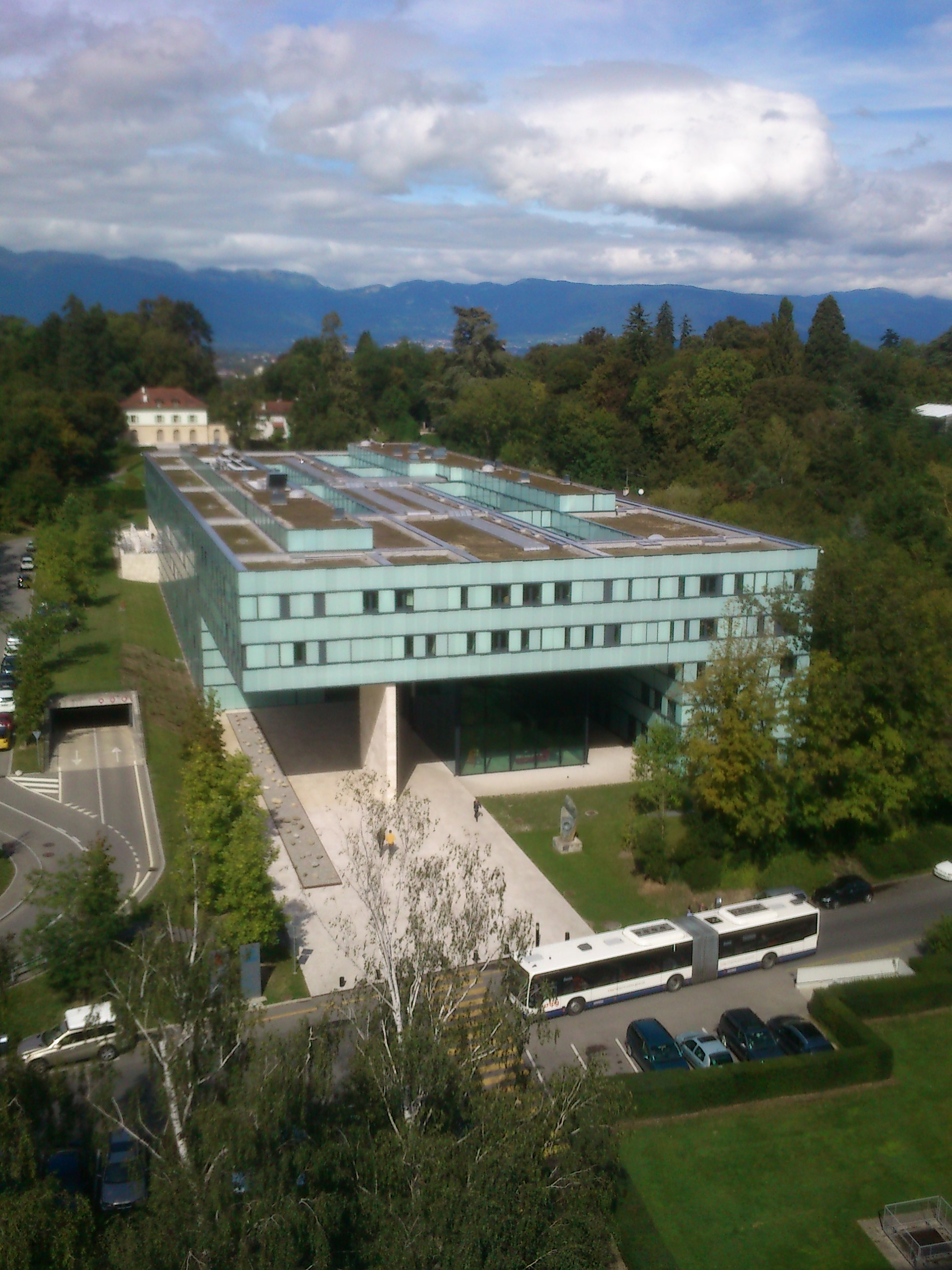
스위스 제네바의 UNAIDS 건물

유엔 에이즈 계획(영어: Joint United Nations Programme on HIV/AIDS, 약칭: UNAIDS)은 HIV/에이즈 감염 대책을 위해 글로벌 활동을 하는 유엔의 기관이다. 본부는 스위스 제네바에 있으며, 유엔 개발 그룹의 회원 그룹에 해당한다.

## UNAIDS 공동 출자자
- 유엔 난민 고등 판무관실 (UNHCR)
- 국제 연합 아동 기금 (UNICEF)
- 세계 식량 계획 (WFP)
- 유엔 개발 계획 (UNDP)
- 유엔 인구 기금 (UNFPA)
- 유엔 마약 범죄 사무소 (UNODC)
- 국제 노동기구 (ILO)
- 유엔 교육 과학 문화기구 (UNESCO)
- 세계 보건기구 (WHO)
- 세계 은행 (WB)

## 같이 보기
- 세계 에이즈의 날